# Piero Ziccardi
Piero Ziccardi (Arezzo, 26 de setembro 1913 - Milão, 3 e janeiro de 2015) foi professor emérito de Direito Internacional da Universidade Estatal de Milão, na Itália e sócio-emérito do Instituto de Direito Internacional.
Lutou na resistência italiana durante a Segunda Guerra Mundial, liderando as forças da O.S.S. (Office Off Strategic Service), ligadas à Quinta Armada dos Estados Unidos. Em 1944 foi preso e enviado para a deportação em Dachau na Alemanha, conseguindo ser libertado poucos meses após a prisão, ainda na Itália.

## Obra e influência
A obra de Piero Ziccardi é profundamente marcada pelos escritos de três grandes nomes do direito internacional do século XX: Roberto Ago, do qual foi aluno, Santi Romano e Dionisio Anzilotti.
É considerado um dos fundadores da Escola de direito internacional de Milão, que atualmente tem continuidade através dos seus discípulos, entre eles Giorgio Sacerdoti, Gabriella Venturini, Manlio Frigo, Bruno Nascimbene, Riccardo Luzzatto e Alberto Santa Maria.[carece de fontes?]

## Outras fontes
- CATTANEO, Ilaria. L'Università degli Studi nella Milano della Resistenza. Milano: Cuem, 1998.
- SERRA, Enrico. Tempi Duri. Bologna: Il Mulino, 1996, ISBN 8815055126.
- CLERICI, Roberta. Gli 80 anni della Facoltà di Giurisprudenza. Milano: Giuffrè, 2006, ISBN 8814131384